# Tom Clancy's EndWar
Tom Clancy's EndWar (En español Tom Clancy's Guerra Final) es un videojuego perteneciente al género de disparos táctico en tiempo real diseñado por la empresa Shanghái Ubisoft para las consolas PlayStation 3, Xbox 360 y Microsoft Windows. También existen versiones para Nintendo DS y PlayStation Portable en las que destaca la táctica por turnos en vez de la táctica en tiempo real de las versiones de sobremesa. El juego fue lanzado el 4 de noviembre de 2008 en los Estados Unidos, el 6 de noviembre de 2008 en México y el 8 de noviembre de 2008 en Europa. La versión para Windows fue lanzada el 24 de febrero de 2009.

## Historia

### Trasfondo
En 2016, un ataque nuclear se produce en Arabia Saudí, matando a 20 millones de personas y paralizando el suministro mundial de petróleo. Debido a esto, al año siguiente, los Estados Unidos de América y la Unión Europea firman el tratado del Escudo contra Misiles Espacio-Tierra-Aire (Space-Land-Air Missile Shield o SLAMS por sus siglas en inglés), comprometiéndose a codesarrollar tecnologías antimisiles para prevenir futuros ataques nucleares. Tras el desarrollo de este sistema antibalistico los EE. UU. y la Unión Europea se dispusieron a dirigirse armas nucleares el uno con el otro como prueba y que al final fueron exitosamente destruidas por el SLAMS. Tras los resultados de la prueba ambas potencias pronunciaron "el final de la guerra nuclear estratégica" y el mundo celebró una nueva era de paz. 
Con el precio del Petróleo a US$ 800 el barril, los miembros de la Unión Europea, se ven obligados a consolidar el poder político, económico y militar para formar la "Federación Europea" (European Federation o EF) en 2018. El Reino Unido e Irlanda declinan la membresía, y en lugar se fusionan para formar la "Nueva Comunidad" (New Commonwealth), un aliado de la EF (la nueva Comunidad que también contiene a Canadá, Sudáfrica, Pakistán, Bangladés, Nigeria, Tuvalu, India y Australia).
Naciones demasiado débiles para unirse a la EF, en particular los Balcanes (con excepción de Bulgaria y Grecia), junto con Ucrania, Moldavia y la mayoría de Rumanía se colapsan por completo, y posteriormente fueron asumidas por Rusia, que se refieren a ella como "su tierra". Los EE. UU. y la Federación Europea reconocen el poder del otro como una amenaza al suyo, y los antiguos aliados ahora separados inician una costosa carrera armamentista espacial entre ellos.
Rusia, al ser el nuevo proveedor número uno del mundo de gas natural y petróleo crudo, tiene un superávit económico en el país, y usa sus ingresos petroleros para modernizar sus fuerzas armadas, creando su propio sistema de defensa antimisiles, y utilizando su nuevo poder para influir en los acontecimientos mundiales.
La militarización del espacio llega a su punto máximo en el 2020, cuando los Estados Unidos revela sus planes para lanzar la estación espacial Freedom Star (Estrella de la Libertad) en la órbita alta, en un esfuerzo por recuperar su posición como la principal superpotencia mundial. Si bien concebidos, en parte para fines de investigación civil, la estación también contará con tres compañías de infantes de marina de EE. UU., que pueden desplegarse en cualquier lugar de la Tierra dentro de 90 minutos. La reacción internacional es extremadamente negativa, por decir lo menos. La Federación Europea y Rusia, en particular, rechazan el desarrollo del proyecto, ya que lo ven como una forma de que los EE.UU podrían utilizar para neutralizar su parte de las defensas antibalísticas y de alterar el equilibrio de poder. La Federación Europea se retira de la ya dividida OTAN en protesta.

### Preludio a la guerra
El preludio de la guerra tiene lugar antes de la Tercera Guerra Mundial, y explica cómo empezó el conflicto.
El 23 de marzo de 2020, sitios de enlace ascendente (Uplinks) de la Federación Europea en la "zona sin ley", donde solía estar Croacia, son atacados por un grupo no identificado de terroristas, que están utilizando tanques T-80 de un buque de carga varado. Son rechazados por el Cuerpo de Ejecutores de la Federación Europea (European Federation Enforcer Corps o EFEC). Durante la batalla, la EF intenta acceder a la nave de carga que utilizan los terroristas, pero el barco es destruido antes de que puedan tener acceso. Los detalles del ataque se mantienen en secreto.
El 4 de abril de 2020, cuando el último módulo de la Estrella de la Libertad está listo para ser lanzado desde el Centro Espacial Kennedy en medio de las protestas internacionales, el mismo grupo de terroristas atacan el módulo en un intento por destruirlo, utilizando los mismos métodos que el ataque croata, solo con más armas. Una vez más son rechazados, esta vez por las Fuerzas de Ataque Conjunto de los Estados Unidos (United States Joint Strike Force o JSF), al tiempo de que se informa de otro ataque terrorista, esta vez de un asalto a la Refinería de Rozenburg en los Países Bajos. Después de ser derrotados por las fuerzas del EFEC, los terroristas se identifican como el "Ejército Olvidado" (Forgotten Army) compuesto por personas de una colección de estados fallidos en los Balcanes, África y América del Sur.
A raíz de un ataque terrorista final, esta vez en una planta de energía de Rusia, cerca de Minsk (un ataque del que los rusos sabían de antemano, pero dejaron que ocurriera con fines estéticos), los EE. UU. encuentran "pruebas concluyentes" de que el ministro de Defensa de la Federación Europea, François Pulain, fundó el Ejército Olvidado con equipo militar moderno. Envían un equipo de Operaciones Especiales para secuestrarlo mientras inspecciona la red de enlaces en Copenhague. Consiguen capturarlo, pero una llamada anónima por parte de Rusia informa a la policía danesa, permitiendo que las fuerzas del EFEC impidan la extracción, encerrando al equipo en uno de los enlaces. El 7 de abril de 2020, EE. UU. bloquea los enlaces de Copenhague y envía unidades del JSF para rescatar al equipo atrapado. EE. UU. con éxito repele el primer ataque del EFEC, pero las fuerzas europeas son capaces de contraatacar y reiniciar los enlaces de Copenhague en su favor. Las JSF son obligadas a rendirse, permitiéndoles un paso seguro para retirarse a cambio de la liberación de Pulain.
Cuando conversaciones de emergencia para la paz son llevadas a cabo en Londres, se revela (solamente para el jugador) que Rusia fue la que financió los ataques del Forgotten Army, así como plantó evidencias contra Pulain, citando la necesidad de impedir que la EF y EE. UU. se unieran a fin de obtener el petróleo de Rusia. Para asegurarse de que la guerra se desata entre los dos poderes, elementos de la Brigada de la Guardia Spetsnaz (Spetsnaz Guard Brigade o SGB) se embarcan en una operación encubierta, disfrazados de soldados del Ejército Olvidado, para cargar un virus en la red SLAMS Europea en la base aérea de Rovaniemi en Finlandia. El virus causa que un satélite orbital de la EF derribe el nuevo módulo de la Freedom Star durante el despegue, pensando que es un ICBM. Toda la tripulación muere, y los informes de prensa lo atribuyen a problemas de "mal funcionamiento", de "secuestro terrorista" al "Satélite de la EF". Este último acto inicia una guerra entre los dos poderes. Rusia se une inicialmente a los EE. UU. bajo el pretexto de "ayudar en su cruzada contra Europa" e invade Polonia, controlada por la EF, pero Estados Unidos lo ve como un intento de reformar el Bloque del Este y ataca a Rusia. La Tercera Guerra Mundial ha comenzado.

### Tercera Guerra Mundial
La Tercera Guerra Mundial es una composición abierta, en esta parte de la historia, el jugador elige su facción y su personaje y trata de tomar las tres capitales o veintiocho de los campos de batalla.
La Campaña se parece mucho al Preludio a la guerra pero con algunas opciones adicionales. Durante la Tercera Guerra Mundial entre batallas, el jugador tiene la opción de elegir entre varias localizaciones de las batallas. Las batallas que el jugador podría haber elegido, pero no lo hizo, serán jugadas por la IA. El jugador también tiene la opción de mejorar su batallón elegido con mejoras para el ataque, la defensa, la movilidad y las habilidades de sus unidades.
Al término de cada batalla de una campaña, se muestra una pantalla de resumen. Esta pantalla incluye información como el número de unidades del batallón promovidos, cantidad de créditos (dinero) recibidas, calificación de la habilidad de comando, las medallas, la duración de la misión, y una cita de un líder militar famoso. El jugador puede entender más en profundidad el resumen de la batalla viendo las pantallas de información, que ofrecen un desglose de las estadísticas, clasificación, etc.
Durante el curso de la guerra surgen varias situaciones de fondo tales como condiciones climáticas adversas, como tifones, haciendo que las personas queden sin hogar y que equipos de rescate sean lanzados. También se ven informes de protesta contra la guerra en todo el mundo, así como la de personalidades como el Papa. Estas partes de la historia se nos dice a través de los informes de la televisión. También se muestran reportes de flotas enemigas hundidas por ataques aéreos y ADM's
Cuando la guerra termina, la facción ganadora toma el control del mundo y un escenario especial se muestra, la cual muestra la bandera de la facción ganadora y un desfile de las tropas con la voz del General de la facción hablando de su victoria y lo que sucederá en el futuro, en función si es Estados Unidos, Europa o Rusia, que es el lado ganador, la escena de corte es diferente debido a los discursos distintos de los generales y diferentes razones para el inicio de la guerra.

## Locaciones
En una entrevista de IGN, De Plater dijo que el establecimiento de EndWar (Como una posible serie) es una batalla global, pero en primera instancia se enfoca en el teatro de batalla del Atlántico Norte: Europa, Rusia y Estados Unidos. Los jugadores podrán ver lo que pasa en otras localidades del mundo a través de reportes de televisión. Las locaciones se dividen en:

### 3 capitales
- Washington D. C.
- Moscú
- París

### 35 localidades
- Rondane
- Escania
- Base Aérea Grissom
- Rovaniemi
- Kurzeme
- Base Aérea de Ramstein
- Dukovany
- Springfield (Ohio)
- Copenhague
- Carpasia
- Sebastopol
- Isla Tres Millas
- Vlorë
- Levski
- Puerto de Nueva York
- Mahilyow
- Tesalia
- Shenandoah
- Pascagoula
- Istria
- Wilstermarsch
- Fuerte Campbell
- Arrábida
- Pamlico
- Paso Brenner
- Rozenburg
- Base Aérea de Maxwell
- Glen Albyn
- Centro espacial John F. Kennedy
- Macgillycuddy
- Matera
- Le Ceito
- Okefenokee
- La Mancha
- Bredford
- Chattanooga (Tennessee)

## Modo de Juego
De Plater confirmó que el juego será un juego de estrategias de guerra en tiempo real. Las unidades ganarán experiencia a medida que se utilizan en la batalla. Se hará hincapié más en las batallas de menor escala en lugar de la campaña global. Ubisoft también afirma que el juego es "completamente controlable mediante comandos de voz."

## Facciones
Hay 3 facciones jugables en EndWar:
- Federación Europea Cuerpo de Ejecutores de la Federación Europea (EFEC), que está formado por la élite de la lucha contra el terrorismo y las fuerzas de mantenimiento de la paz en toda Europa, especialmente adiestrados en la guerra urbana. Mientras que sus unidades están ligeramente menos blindadas, son más rápidas que cualquiera de los JSF o de SGB. También sobresalen en la guerra electrónica, así como avanzados para la energía y las armas de microondas. Sus filas en particular, contienen muchos de los miembros anteriores de la unidad de élite contra el terrorismo, Rainbow. Su arma de destrucción masiva es un láser táctico de alta energía.

- Rusia La Brigada de Guardias Spetsnaz (SGB), que está compuesto por veteranos de muchos conflictos regionales de Rusia, especializado en armas pesadas y en armadura pesada. Ellos creen en ganar a toda costa. Unos pocos veteranos de Europa del Este pertenecientes a Rainbow sirven como comandantes de batallón. Su arma de destrucción masiva parece ser un misil nuclear táctico, a juzgar por su despliegue de un tren lanzadera, el efecto de la detonación de destella en la pantalla dejando una nube de forma de hongo. Sin embargo, ya que no vaporiza a una gran parte del mapa después de la detonación, se asume que es un misil aire-combustible / bomba de vacío, como son muchas de las "armas especiales" para las mejoras de las unidades  - por ejemplo: los ingenieros y los tanques tienen acceso a los lanzallamas, artillería y helicópteros de combate, mientras hacen uso de armamento aire-combustible.

- Estados Unidos Las Fuerzas de Ataque Conjunto de los Estados Unidos (JSF), está dirigida por el personaje principal de los Ghost Recon Scott Mitchell [12], sigue el modelo de Unidades de Marina Expedicionaria de hoy. El J.S.F. está construido alrededor de pequeñas unidades de despliegue rápido, y está formada por militares de elite de todas las ramas de las Fuerzas Armadas de EE. UU. [13]. También se especializan en el acceso al estado del arte de la tecnología stealth y la robótica en el campo de batalla, tales como vehículos aéreos no tripulados y drones automáticos Sentry . Su arma de destrucción masiva es una descarga cinética. Algunos miembros veteranos de Ghost Recon sirven como comandantes de batallón.

## Recepción
EndWar recibió críticas desde mixtas a positivas. En The Guardian le dieron al juego un 4/5 Fue elogiado por su "juego en solitario altamente adictivo ... el juego tiene su propio juego con el multijugador masivo en línea Theatre of War". Mientras está acoplado un poco "tiene un blip de reconocimiento de voz ocasional". El sitio web www.gametrailers.com le dio a EndWar un 9/10 diciendo que era "la estrategia en la consola correcta". IGN calificó a EndWar como 8 de 10 tomando nota de la "Campaña para un jugador no inspirada", pero aún la veía como un RTS más que sólido. Kevin VanOrd de Game Spot calificó la versión para PS3 de EndWar como 7.5 de 10 elogiando su "Mecanismo de comando de voz innovador" y afirmando "La campaña en línea persistente hace que las partidas se sientan significativos", pero lo reprendió por su falta de historia y "escaramuzas simples de piedra, papel y tijera". 1Up y Electronic Gaming Monthly le dieron al juego una C.

## Secuela
Se confirmó que una secuela del videojuego estaba en las primeras etapas de desarrollo por parte del director creativo de Ubisoft, Michael De Plater, en una entrevista con Videogamer.com. Un pequeño equipo de Ubisoft Shanghái está a cargo del desarrollo, dijo, "se está concentrando en dos áreas de mejora: historia y profundidad para un solo jugador". Sin embargo, no pudo establecer una fecha sobre cuándo se lanzaría más información sobre la secuela. El 8 de febrero de 2010, se anunció que el desarrollo de la secuela se canceló, debido a la falla comercial del juego.
El 10 de septiembre de 2013 Ubisoft ha anunciado que Ubisoft Shanghái está trabajando en EndWar en línea para Windows y OS X, un navegador basado en el free to play multijugador en línea de batalla arena de juego que fue lanzado en 2014, sin embargo, fue cerrado por tiempo indefinido el 31 de octubre de 2016.